# Sala La Riviera
La Sala La Riviera es una emblemática sala de fiestas y conciertos situada en la ciudad de Madrid, en España.
Fundada en 1958, tiene una capacidad de 2500 personas, y por su escenario principal han pasado algunos de los artistas y grupos nacionales e internacionales más destacados del panorama musical.

## Historia
El primer local de ocio instalado en la ubicación de La Riviera fue un cine construido en los años 1950. En 1958, este cine fue reconvertido en una discoteca que se fue convirtiendo en un lugar de referencia de la noche madrileña. En las décadas de 1960 y 1970, su utilización como sala de conciertos convirtió La Riviera en uno de los epicentros de la música en vivo a nivel nacional. El local funcionó como café-bar, restaurante y baile desde 1964, y sala de fiestas desde 1985.
Por su escenario principal han pasado artistas internacionales como Carlinhos Brown, Keane, Crowded House, James Blunt, Pete Doherty, James Brown, Art Garfunkel, Texas, Lou Reed, Andrés Calamaro, Garbage, Roxette, Alanis Morissette, Placebo, Morcheeba o Celia Cruz, y nacionales como Miguel Ríos, Fangoria, Tequila, Los Secretos, Ana Torroja, Héroes del Silencio, Ramoncín, Jarabe de Palo, Niña Pastori o Los Piratas. La sala es destacada por su escenario y excelente acústica, así como por su variedad de eventos musicales y culturales, que incluyen también la presencia de destacados DJs.
En el siglo XXI su funcionalidad como discoteca y sala de conciertos se amplió, con la realización de eventos de día como mercadillos o exposiciones de arte. Permaneció cerrada entre noviembre de 2008 y marzo de 2009 por un problema de licencias con el Ayuntamiento de Madrid.

## Localización
La sala se encuentra localizada junto al río Manzanares, en la confluencia de la calle de Segovia con el paseo de la Virgen del Puerto, en el barrio de Palacio.

## Capacidad
La Riviera tiene una capacidad total de 2500 personas, divididas entre una sala principal que puede albergar hasta 1500 y una sala secundaria con capacidad para 1000.